# Saint-Paul-en-Cornillon
Saint-Paul-en-Cornillon település Franciaországban, Loire megyében. Lakosainak száma 1348 fő (2022. január 1.). Saint-Paul-en-Cornillon Unieux, Aurec-sur-Loire, Saint-Ferréol-d’Auroure, Çaloire, Fraisses és Saint-Maurice-en-Gourgois községekkel határos.

## Népesség
A település népessége az elmúlt években az alábbi módon változott:
| Lakosok száma | 598  | 1045 | 1122 | 1301 | 1345 | 1358 | 1364 | 1357 | 1354 | 1348 |
|               | 1968 | 1982 | 1990 | 2006 | 2013 | 2015 | 2017 | 2019 | 2020 | 2022 |